# Michał Kwiatkowski (kolarz)
Michał Kwiatkowski (ur. 2 czerwca 1990 w Chełmży) – polski kolarz szosowy, zawodnik profesjonalnej, brytyjskiej drużyny Ineos Grenadiers. Mistrz świata w wyścigu ze startu wspólnego (2014) oraz drużynowy mistrz świata w jeździe na czas w barwach Omega Pharma-Quick Step (2013). Mistrz Europy i świata w kategorii juniorów. Medalista mistrzostw Polski seniorów na szosie i na torze. Olimpijczyk z Londynu (2012), Rio de Janeiro (2016), Tokio (2020) i Paryża (2024). Zwycięzca Tour de Pologne i Tirreno-Adriático z roku 2018.

## Kariera sportowa

### Kariera juniorska i młodzieżowa

#### Wczesne lata
Urodził się w Chełmży, lecz pochodzi z miejscowości Działyń na Ziemi Dobrzyńskiej. Kolarstwo zaczął uprawiać w 2001 roku w klubie Warta Działyń, który jest filią klubu TKK Pacific Toruń, którego jest wychowankiem.

#### 2007
Pierwsze sukcesy odniósł w 2007 roku. Został wówczas mistrzem Europy juniorów w szosowym wyścigu ze startu wspólnego oraz wicemistrzem Europy juniorów w jeździe indywidualnej na czas. Wygrał także Międzynarodowy Wyścig Kolarski o Puchar Prezydenta Miasta Grudziądza oraz Wyścig Pokoju Juniorów. Ponadto zdobył mistrzostwo Polski juniorów w wyścigu szosowym ze startu wspólnego, wicemistrzostwo Polski juniorów w wyścigu górskim oraz brązowy medal mistrzostw Polski juniorów w jeździe indywidualnej na czas. Triumfował także w klasyfikacji końcowej kolarskiej ProLigi w kategorii juniorów. Sukcesy te przyniosły mu także pierwsze miejsce w rankingu juniorów Międzynarodowej Unii Kolarskiej (UCI). Ponadto został mistrzem Polski juniorów w torowym wyścigu punktowym, wyścigu na 3000 m na dochodzenie i drużynowym wyścigu na 4000 m na dochodzenie.

#### 2008
W 2008 zdobył juniorskie mistrzostwo Polski, mistrzostwo Europy i mistrzostwo świata w jeździe indywidualnej na czas, ponownie zwyciężył w Wyścigu Pokoju Juniorów, a także zdobył brązowy medal mistrzostw Europy juniorów w torowym wyścigu punktowym i brązowy medal mistrzostw Polski juniorów w szosowym wyścigu ze startu wspólnego, a w drużynowym wyścigu torowym na dochodzenie także mistrzostwo Polski juniorów. Drugie mistrzostwo Polski juniorów na torze zdobył w wyścigu punktowym.

#### 2009
W 2009 został mistrzem Polski w wyścigu szosowym ze startu wspólnego w kategorii U23. Startował także w mistrzostwach świata w kategorii U23, zajmując 43. miejsce w jeździe indywidualnej na czas i nie kończąc wyścigu szosowego ze startu wspólnego.

#### 2010
W 2010 w tej samej kategorii wiekowej zajął na mistrzostwach świata 38. miejsce w jeździe indywidualnej na czas oraz 77. miejsce w wyścigu szosowym ze startu wspólnego, a w mistrzostwach Polski zajął drugie miejsce w jeździe indywidualnej na czas (również w kategorii U23).

### Sukcesy torowe wśród seniorów
W 2008 zdobył mistrzostwo Polski seniorów w wyścigu punktowym i wicemistrzostwo Polski seniorów w torowym wyścigu drużynowym na dochodzenie (z Pacific Toruń).

### Szosowa kariera seniorska

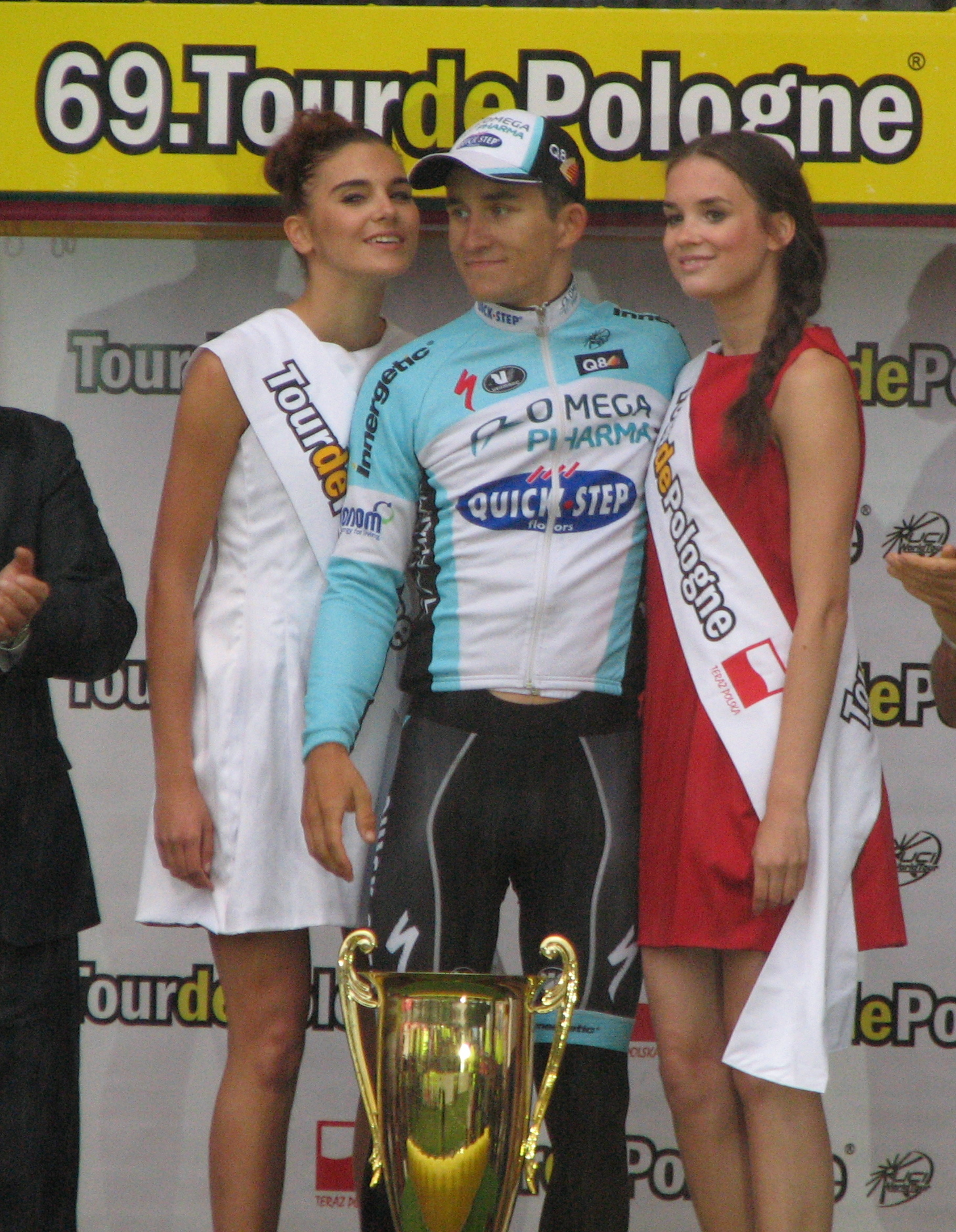
Michał Kwiatkowski odbiera jedną z nagród zdobytych podczas Tour de Pologne 2012 – puchar Prezesa Rady Ministrów.

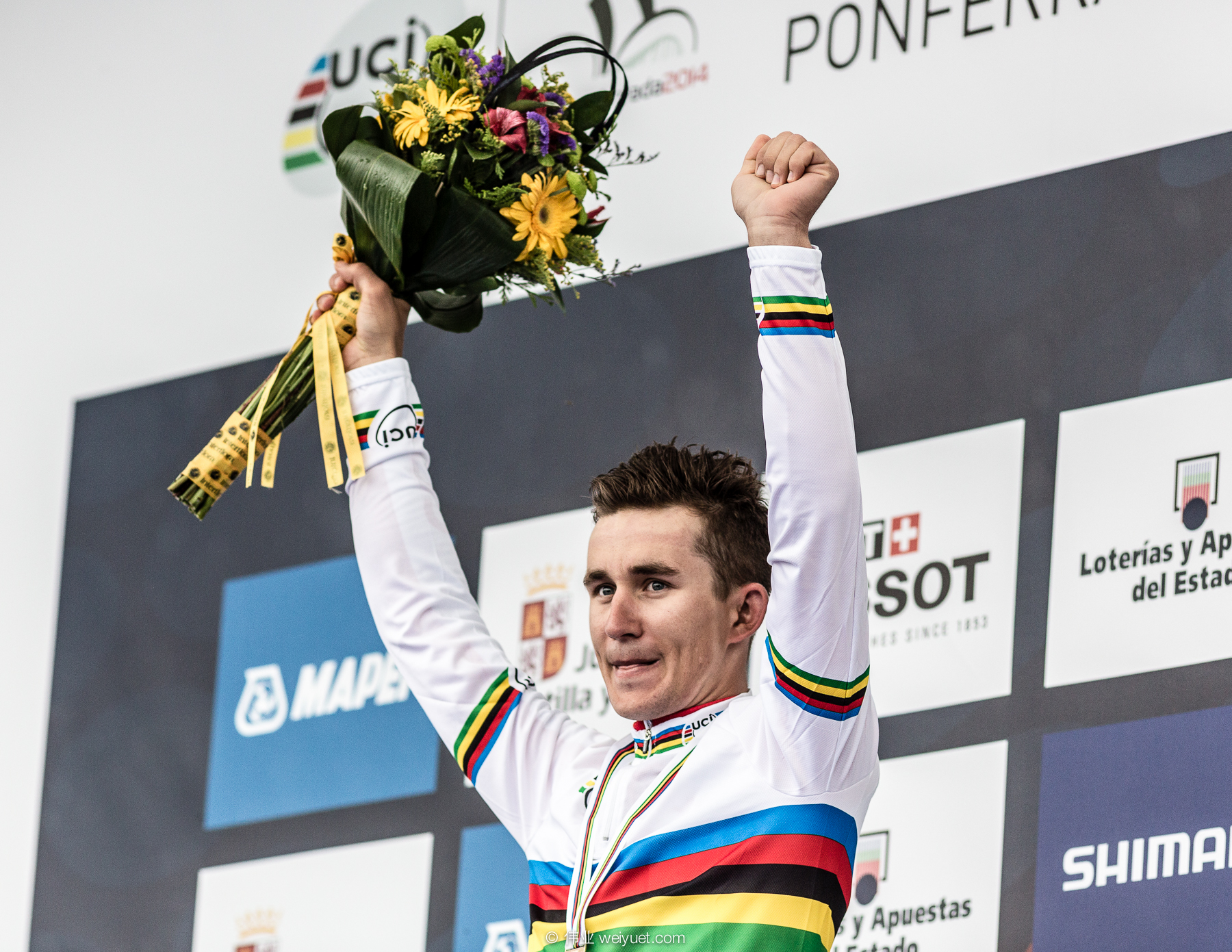
Kwiatkowski na podium po wygraniu Mistrzostw Świata 2014

Od 2010 startuje w peletonie zawodowym. Jego pierwszą drużyną była hiszpańska Caja Rural. W 2011 występował w zespole Team RadioShack, od 2012 w Omega Pharma-Quick Step.
W 2011 debiutował w mistrzostwach świata w kategorii seniorów, zajmując 48. miejsce w jeździe indywidualnej na czas i 31. miejsce w wyścigu szosowym ze startu wspólnego.
W 2012 został wicemistrzem Polski w jeździe indywidualnej na czas. Sukces odniósł także w Tour de Pologne, zajmując drugie miejsce w klasyfikacji generalnej, tracąc do zwycięzcy pięć sekund (przez dwa etapy tego wyścigu był jego liderem). W tym samym roku wystartował też w Giro d'Italia, zajmując w klasyfikacji końcowej 136. miejsce. Na Igrzyskach Olimpijskich w Londynie (2012) zajął 60. miejsce w  wyścigu szosowym ze startu wspólnego.

#### 2013
W 2013 wywalczył mistrzostwo Polski w wyścigu szosowym ze startu wspólnego, wicemistrzostwo Polski w jeździe indywidualnej na czas oraz mistrzostwo świata w jeździe drużynowej na czas (ten ostatni sukces z drużyną Omega Pharma-Quick Step). Ponadto zajął 11. miejsce w klasyfikacji końcowej Tour de France.

#### 2014
W 2014 podczas mistrzostw świata w hiszpańskiej Ponferradzie został mistrzem świata w indywidualnym wyścigu szosowym ze startu wspólnego. Został tym samym pierwszym polskim zawodowym mistrzem świata w kolarstwie szosowym. Wcześniej ze swoją ekipą Omega Pharma-Quick Step zdobył brązowy medal w jeździe drużynowej na czas.

#### 2015
W 2015 zajął drugie miejsce w wyścigu Volta ao Algarve, drugie miejsce w wyścigu Paryż-Nicea, przy okazji wygrywając prolog i klasyfikację młodzieżową. Jechał także w żółtej koszulce lidera w pierwszym, drugim, czwartym i piątym etapie. Zajął także 8. miejsce w Vuelta al Pais Vasco. W wyścigu klasycznym Dwars door Vlaanderen uplasował się na czwartej pozycji. 19 kwietnia wygrał jako pierwszy Polak klasyk Amstel Gold Race. Dzięki temu stał się pierwszym kolarzem od ponad 30 lat, który wygrał ten wyścig w tęczowej koszulce mistrza świata. Ostatnim zawodnikiem który tego dokonał, był Francuz Bernard Hinault.

#### 2016
W 2016 roku zajął 8. miejsce w klasyfikacji generalnej wyścigu Tirreno-Adriático ze stratą 39 sekund do zwycięzcy, którym został Belg Greg Van Avermaet. Michał Kwiatkowski zajął też trzecie miejsce na 6. etapie z Castelraimondo do Cepagatti.

#### 2020
Podczas Tour de France 2020 Michał Kwiatkowski wygrał 18. etap, z Méribel do La Roche-sur-Foron, wyprzedzając swojego kolegę z ekipy Richarda Carapaza. Dzięki temu zwycięstwu stał się czwartym polskim zwycięzcą etapu na Tour de France, zaraz za Zenonem Jaskułą, Rafałem Majką i Maciejem Bodnarem.
Podczas Mistrzostw Świata w Kolarstwie Szosowym w wyścigu ze startu wspólnego zajął 4. miejsce, przegrywając nieznacznie z Markiem Hirschim.

## Najważniejsze osiągnięcia
2007
- 1. miejsce w mistrzostwach Europy juniorów (start wspólny)
- 2. miejsce w mistrzostwach Europy juniorów (jazda indywidualna na czas)
- 1. miejsce w Wyścigu Pokoju (juniorzy)

2008
- 1. miejsce w Wyścigu Pokoju (juniorzy)
- 1. miejsce w mistrzostwach Europy juniorów (jazda indywidualna na czas)
- 1. miejsce w mistrzostwach świata juniorów (jazda indywidualna na czas)
- 3. miejsce w mistrzostwach Europy juniorów (wyścig punktowy na torze)

2009
- 1. miejsce w mistrzostwach Polski do lat 23 (ze startu wspólnego)
- 1. miejsce na 2. etapie Okolo Slovenska

2011
- 3. miejsce w Driedaagse van West-Vlaanderen
- 3. miejsce w Driedaagse van De Panne-Koksijde
- 3. miejsce w Tour du Poitou-Charentes

2012
- 1. miejsce w prologu Driedaagse van West-Vlaanderen
  - dwa etapy w koszulce lidera
- 2. miejsce w mistrzostwach Polski (jazda indywidualna na czas)
- 2. miejsce w Tour de Pologne
  - dwa etapy w koszulce lidera
- 8. miejsce w Eneco Tour

2013
- 2. miejsce w Volta ao Algarve
- 4. miejsce w Tirreno-Adriático
  -  1. miejsce w klasyfikacji młodzieżowej
  - koszulka lidera wyścigu po 4. etapie (przez jeden etap)
- 4. miejsce w Amstel Gold Race
- 5. miejsce w La Flèche Wallonne
- 2. miejsce w mistrzostwach Polski (jazda indywidualna na czas)
- 1. miejsce w mistrzostwach Polski (start wspólny)
- 11. miejsce w Tour de France
  - lider klasyfikacji młodzieżowej przez dziesięć etapów (3-8, 12-15)
- 5. miejsce w Grand Prix de Wallonie
- 1. miejsce w mistrzostwach świata (jazda drużynowa na czas)

2014
- 1. miejsce w Trofeo Serra de Tramuntana
- 1. miejsce w Strade Bianche
- 1. miejsce w Volta ao Algarve
  - 1. miejsce na 2. i 3. (jazda indywidualna na czas) etapie
- 1. miejsce w prologu Tour de Romandie
  - dwa dni w koszulce lidera
- 1. miejsce na 1. etapie (jazda drużynowa na czas) w Tirreno-Adriático
- 2. miejsce w Vuelta al País Vasco
  -  1. miejsce w klasyfikacji punktowej
- 5. miejsce w Amstel Gold Race
- 3. miejsce w La Flèche Wallonne
- 3. miejsce w Liège-Bastogne-Liège
- 1. miejsce w mistrzostwach Polski (jazda indywidualna na czas)
- 3. miejsce na 2. etapie Tour de France
- 2. miejsce w Tour of Britain
  - 1. miejsce na 4. etapie
- 3. miejsce w mistrzostwach świata (jazda druż. na czas)
- 1. miejsce w mistrzostwach świata (start wspólny)

2015
- 2. miejsce w Volta ao Algarve
- 2. miejsce w Paryż-Nicea
  - 1. miejsce w prologu (jazda indywidualna na czas)
  -  1. miejsce w klasyfikacji młodzieżowej
  - koszulka lidera przez 5 etapów
- 8. miejsce w Vuelta al País Vasco
- 1. miejsce w Amstel Gold Race
- 2. miejsce w mistrzostwach świata (jazda druż. na czas)
- 8. miejsce w mistrzostwach świata (start wspólny)

2016
- 8. miejsce w Tirreno-Adriático
- 1. miejsce w E3 Harelbeke
- 4. miejsce w mistrzostwach świata (jazda drużynowa na czas)

2017
- 2. miejsce w Volta ao Algarve
- 1. miejsce w Strade Bianche
- 1. miejsce w Mediolan-San Remo
- 2. miejsce w Amstel Gold Race
- 3. miejsce w Liège-Bastogne-Liège
- 1. miejsce w mistrzostwach Polski (jazda indywidualna na czas)
- 1. miejsce w Clásica de San Sebastián
- 3. miejsce w mistrzostwach świata (jazda druż. na czas)

2018
- 1. miejsce w Volta ao Algarve
  - 1. miejsce na 2. i 5. etapie
- 1. miejsce w Tirreno-Adriático
- 1. miejsce w prologu (jazda indywidualna na czas) Critérium du Dauphiné
- 1. miejsce w mistrzostwach Polski (start wspólny)
- 1. miejsce w Tour de Pologne
  - 1. miejsce na 4. i 5. etapie
  -  1. miejsce w klasyfikacji punktowej
- 4. miejsce mistrzostwach świata (jazda indywidualna na czas)

2019
- 3. miejsce w Paryż-Nicea
  -  1. miejsce w klasyfikacji punktowej
- 3. miejsce w Mediolan-San Remo

2020
- 1. miejsce na 18. etapie Tour de France[16]
- 4. miejsce w mistrzostwach świata (start wspólny)

2021
- 2. miejsce w Étoile de Bessèges
- 3. miejsce w Tour de Pologne
  - 1. miejsce w klasyfikacji krajowej
- 1. miejsce na 3. etapie Tour of Britain (jazda drużynowa na czas)

2022
- 1. miejsce w Amstel Gold Race

2023
- 1. miejsce  w mistrzostwach Polski (jazda indywidualna na czas)
- 1. miejsce na 13. etapie Tour de France
- 3. miejsce w Tour de Pologne
  - 1. miejsce w klasyfikacji krajowej

2024
- 4. miejsce w Vuelta a Murcia

2025
- 1. miejsce w Clásica Jaén

## Starty w Wielkich Tourach
| Grand Tour | 2012 | 2013 | 2014 | 2015 | 2016 | 2017 | 2018 | 2019 | 2020 | 2021 | 2022 | 2023 | 2024 |
| ---------- | ---- | ---- | ---- | ---- | ---- | ---- | ---- | ---- | ---- | ---- | ---- | ---- | ---- |
| Giro       | 136. | -    | -    | -    | -    | -    | -    | -    | -    | -    | -    | -    | -    |
| Tour       | -    | 11.  | 28.  | DNF  | -    | 57.  | 49.  | 83.  | 30.  | 68.  | -    | 49.  | 54.  |
| Vuelta     | -    | -    | -    | -    | DNF  | -    | 43.  | -    | -    | -    | -    | -    |      |

## Rankingi
| Rok              | 2009 | 2010 | 2011 | 2012 | 2013 | 2014 | 2015 | 2016 | 2017 | 2018 | 2019 | 2020 | 2021 | 2022 | 2023 | 2024 |
| ---------------- | ---- | ---- | ---- | ---- | ---- | ---- | ---- | ---- | ---- | ---- | ---- | ---- | ---- | ---- | ---- | ---- |
| UCI World Tour   |      |      | -    | 48.  | 23.  | 16.  | 26.  | 46.  | 6.   | 16.  |      |      |      |      |      |      |
| World Ranking    |      |      |      |      |      |      |      | 67.  | 8.   | 17.  | 72.  | 38.  | 93.  | 142. | 115. | 374. |
| UCI Europe Tour  | 437. | 392. |      |      |      |      |      | 213. | 124. | 87.  | 59.  | 31.  | 77.  | 119. | 93.  | -    |
| UCI America Tour | -    | -    |      |      |      |      |      | 244. | -    | -    |      |      |      |      |      |      |
|                  |      |      |      |      |      |      |      |      |      |      |      |      |      |      |      |      |
| Źródło: UCI      |      |      |      |      |      |      |      |      |      |      |      |      |      |      |      |      |

## Aktywność poza kolarstwem
W 2023 ukończył Maraton Nowojorski oraz Bieg Niepodległości w Warszawie.

## Odznaczenia i wyróżnienia
- Postanowieniem prezydenta Bronisława Komorowskiego z 16 października 2014 został odznaczony Złotym Krzyżem Zasługi za zasługi dla polskiego kolarstwa, za znaczące osiągnięcia sportowe[19][20][21].
- jest laureatem Wielkiej Honorowej Nagrody Sportowej za 2014 rok[22].
- 3 maja 2015 został laureatem, w kategorii sport, prestiżowej nagrody TVP Polonia Za zasługi dla Polski i Polaków poza granicami kraju[23].